# Карл Баварский (1795)
Карл Теодор Максимилиан Август Баварский (нем. Karl Theodor Maximilian August von Bayern; 7 июля 1795, Мангейм — 16 августа 1875, близ озера Тегернзе) — принц Баварский, баварский фельдмаршал (16 июня 1841).

## Биография
Второй сын и младший ребёнок короля Максимилиана I и Августы Вильгельмины Гессен-Дармштадтской. Был назван в честь Карла Теодора, курфюрста Пфальца, которому наследовал его отец.
В 1823 году Карл Теодор вступил в морганатический брак и отказался от своих династических прав. Его избранница Мария Анна София Петин (1796—1838) получила титул графини фон Берсторфф. У них было три дочери: Каролина, Максимилиана и София. В 1859 году он женился на Генриетте Шёллер фон Франкенбург, брак был бездетным.
Принц умер в возрасте 80 лет, упав с лошади.

## Служба
С 1813 года, находясь в чине генерал-майора, до заключения мира участвовал в войне с Францией. 29 января 1814 года император Александр I пожаловал ему орден св. Георгия 4-го класса (№ 2816 по кавалерскому списку Григоровича — Степанова).
7 августа 1838 года был награждён орденом Св. Андрея Первозванного.
Во время войны 1866 года был главнокомандующим 7-го и 8-го союзных корпусов и весьма неудачно действовал против пруссаков.